# Aeroport T1 (metropolitana di Barcellona)
Aeroport T1 è una stazione della Linea 9 Sud della metropolitana di Barcellona, di cui costituisce anche capolinea, entrata in servizio il 12 febbraio 2016. Il nome assegnato inizialmente nel progetto originale era Terminal entre pistes.
La stazione costituisce anche interscambio ferroviario con la linea R2 Nord delle Rodalies de Catalunya ed è integrata nel corpo del Terminale T1 dell'Aeroporto di Barcellona-El Prat. I marciapiedi di accesso si trovano nel piano inferiore mentre l'ingresso è in comune con quello del terminali; gli accessi sono raggiungibili con scale mobili e ascensori per persone a capacità motoria ridotta.
Secondo le previsioni iniziali, la stazione avrebbe dovuto entrare in servizio nel 2007 ma ritardi realizzativi e problemi economici ne hanno posticipato l'inaugurazione al 2016, con il resto della tratta sud della Linea 9.

## Accessi
- Terminale 1 dell'Aeroporto di Barcellona-El Prat